# Georg Geissler
Georg Geissler (30. května 1794 Vrchní Orlice – 3. srpna 1855 tamtéž), též Geißler, byl rakouský politik německé národnosti z Čech, během revolučního roku 1848 poslanec Říšského sněmu.

## Biografie
Uvádí se jako Georg Geißler, majitel hospodářství v obci Vrchní Orlice (Hohenerlitz), též jako zemědělec v Žamberku. Podle obecní kroniky Bartošovic v Orlických horách byl rychtářem z Vrchní Orlice a platil za chytrého a kurážného muže.
Během revolučního roku 1848 se zapojil do veřejného dění. Ve volbách roku 1848 byl zvolen na ústavodárný Říšský sněm. Zastupoval volební obvod Žamberk.Tehdy se uváděl coby majitel hospodářství. Řadil se k sněmovní pravici.